# 願泉寺 (大阪市)
願泉寺（がんせんじ）は、大阪府大阪市浪速区にある、浄土真宗本願寺派の寺院。元は天台宗寺院であった。

## 歴史
寺伝では、推古天皇11年（603年）に小野妹子の8男、多嘉麿義持（永証）により創建されたという。鎌倉時代には天台宗に属し、木津山 無量寿寺と号した。当時は現在地から数百メートルほど北西の場所にあったが、応仁の乱により焦土と化し、永正4年（1507年）に当時の住職・定龍が現在の場所に移したとされる。
浄土真宗 本願寺の蓮如（1415 - 1499）の時に当時の住職が本願寺に帰依、浄土真宗へ改宗した。天正10年（1582年）に兵火に罹り焼失したが、慶長2年（1597年）再建、准如から本願の一字を貰い、寺名を願泉寺と改称した。
定龍は千利休門下でもあり、豊臣秀吉からも厚遇され、伊達政宗が弟子となった。第二次大戦前には、当時国宝に指定されていた伊達政宗の寄進した書院や茶室があったが、1945年戦災で焼失した。
相阿弥作と言われる枯山水の庭園は、戦災を免れ、現在大阪府の名勝となっている。

## 所在地
大阪市浪速区大国二丁目2－27

## 交通
- Osaka Metro御堂筋線 大国町駅
- JR 今宮駅
- 大阪シティバス敷津西2丁目停留所

## 文化財
府指定名勝
- 庭園（昭和46年3月31日指定）[1]

その他
- 紙本墨書六字名号　伝蓮如筆。

など。

## その他
- 雅亮会
- 折口信夫墓所